# Selk
Selk település Németországban, Schleswig-Holstein tartományban. Lakosainak száma 838 fő (2023. december 31.). Selk Brekendorf, Geltorf és Jagel községekkel határos.

## Népesség
A település népességének változása:
| Lakosok száma | 681  | 877  | 874  | 853  | 862  | 838  |
|               | 1975 | 2017 | 2019 | 2021 | 2022 | 2023 |